# Blue Eye, Arkansas
Blue Eye là một thị trấn thuộc quận Carroll, tiểu bang Arkansas, Hoa Kỳ. Năm 2010, dân số của thị trấn này là 30 người.

## Dân số
- Dân số năm 2000: 36 người.
- Dân số năm 2010: 30 người.